# Gioele Pellino
Gioele Pellino (Foligno, 13 août 1983) est un pilote de moto italien, vainqueur du championnat italien (it) de la catégorie 125 (sv) en 2001 (it).

## Carrière
Ses premières apparitions dans le sport motocycliste international ont lieu dans le cadre du championnat européen de vitesse, où il court en 125 de 2000 à 2002. Lors de sa première participation, il termine à la 9e place, l'année suivante (it), il se classe à la 7e place et en 2002 à la deuxième place.
Il obtient son premier grand succès dans le championnat italien de vitesse (it), où il remporte le titre dans la catégorie 125 (sv) en 2001 (it) au guidon d'une Honda RS125R (en).
Il fait ses débuts dans la catégorie 125 (sv) lors du championnat du monde 2002, grâce à une wild card qui lui permet de participer au Grand Prix moto d'Italie au guidon d'une Aprilia de l'écurie Gabrielli ; il termine la course à la 14e place et, grâce aux deux points obtenus, il termine 33e au classement général. La même saison (it), toujours au guidon d'une Aprilia, il est vice-champion d'Italie dans la catégorie 125. Au cours des deux saisons suivantes, il termine deux fois 23e. En 2005, il pilote une Malaguti, mais ne marque aucun point ; avec cette moto, il participe à la dernière course de la classe CIV 125 (it) et remporte la victoire.
En 2006, il participe de nouveau au championnat d'Europe, cette fois dans la catégorie Supersport et au guidon d'une Yamaha, terminant à la troisième place. Au cours de la même saison (it), il participe aux deux dernières courses du championnat italien Supersport où, avec la même moto que celle qu'il utilise dans le championnat européen, il marque six points et termine 22e. En 2007 (it), il commence la saison en CIV Supersport où, au guidon d'une Kawasaki ZX-6R de l'équipe Puccetti Racing (it), il ne marque aucun point. Il passe ensuite à la catégorie 125, toujours dans le cadre du championnat national où, au guidon d'une Aprilia RS 125 R (it), il termine douzième, tout en remportant une course. En 2008, il participe à un Grand Prix (it) du championnat du monde grâce à une wild card sur une Loncin (it), sans marquer de points.

## Résultats en championnats
| Année | Cat. (it)    | Moto        | 1       | 2       | 3      | 4       | 5       | 6      | 7       | 8      | 9      | 10      | 11      | 12     | 13      | 14      | 15      | 16      | 17     | 18    | Classement | Points |
| ----- | ------------ | ----------- | ------- | ------- | ------ | ------- | ------- | ------ | ------- | ------ | ------ | ------- | ------- | ------ | ------- | ------- | ------- | ------- | ------ | ----- | ---------- | ------ |
| 2002  | 125 cm3 (sv) | Aprilia     | JAP -   | RSA -   | ESP -  | FRA -   | ITA 14  | CAT -  | NED -   | GBR -  | ALL -  | CZE 22  | POR -   | BRE -  | PAC -   | MAL -   | AUS -   | VAL -   |        |       | 34e        | 2      |
| 2003  | 125 cm3 (sv) | Aprilia     | JAP 15  | RSA 16  | ESP 20 | FRA Ab. | ITA 10  | CAT 11 | NED Ab. | GBR 12 | ALL 13 | CZE 10  | POR Ab. | BRE 26 | PAC Ab. | MAL Ab. | AUS Ab. | VAL Ab. |        |       | 23e        | 25     |
| 2004  | 125 cm3 (sv) | Aprilia     | RSA Ab. | ESP Ab. | FRA 17 | ITA Ab. | CAT 13  | NED 13 | BRE 16  | ALL 13 | GBR 10 | CZE Ab. | POR Ab. | JAP 16 | QAT 15  | MAL Ab. | AUS 17  | VAL 20  |        |       | 23e        | 16     |
| 2005  | 125 cm3 (sv) | Malaguti    | ESP -   | POR -   | CHI -  | FRA 17  | ITA 20  | CAT 28 | NED 21  | USA -  | GBR 18 | ALL -   | CZE -   | JAP -  | MAL -   | QAT 23  | AUS 24  | TUR 23  | VAL 22 |       | -          | 0      |
| 2008  | 125 cm3 (sv) | Loncin (it) | QAT -   | ESP -   | POR -  | CHI -   | FRA Ab. | ITA -  | CAT -   | GBR -  | NED -  | ALL -   | USA -   | CZE -  | SMR -   | IND -   | JAP -   | AUS -   | MAL -  | VAL - | -          | 0      |

Notes :
| Couleur | Résultat                     |
| ------- | ---------------------------- |
| Or      | Vainqueur                    |
| Argent  | 2e place                     |
| Bronze  | 3e place                     |
| Vert    | Terminé, dans les points     |
| Bleu    | Terminé, pas dans les points |
| Violet  | Abandon (Ab.) ou (Ret)       |
| Violet  | Non classé (NC)              |
| Rouge   | Pas qualifié (DNQ)           |
| Noir    | Disqualifié (DSQ)            |
| Blanc   | Pas au départ (DNS)          |
| Blanc   | Forfait (WD)                 |
| Blanc   | N'a pas participé (DNP)      |
| Blanc   | Blessé (INJ)                 |
| Blanc   | Exclu (EX)                   |
| Blanc   | Course annulée (C)           |